# Viaszolvasztás
A viaszolvasztás a méhviasz kinyerésének egyik módja a keretből kivágott lépből, vagyis a sonkolyból. A méhész építtetéssel is nyerhet viaszt, de a sötét színű, öreg keretek vagy más leselejtezett keretek viaszát leginkább olvasztással nyerheti ki. A viasz kinyerhető oldással is, amivel több viaszt lehet kinyerni, ám ez a viasz műlépkészítésre alkalmatlan. A sonkolyt benzinben oldják, majd az oldatból elpárologtatják a benzint.
Olvasztással a sonkolyból nyers viasz nyerhető. A formába öntött viasz viaszpogácsa, a visszamaradt rész salak vagy törköly.
A méhviaszt a következő mennyiségekkel jelzik:
- Savszám, a viaszban levő szabad zsírsav mennyisége
- Észterszám, a viaszban levő észter (zsírsav + alkohol) mennyisége
- Viszonyszám, az észterszám és a savszám hányadosa
- Elszappanosítási szám, lúggal főzve a viasz ekkora része szappanosodik el
- Jódszínszám, a viasz színének jellemzése különböző jódoldatok színéhez viszonyítva

## Viasztartalom
A viaszolvasztás alapanyaga a sonkoly. Viasztartalma mellett van benne még: propolisz, és nem olvadó részek, amelyeket oldhatóságuk szerint rendszereznek vízben oldódó és nem oldódó anyagokra. A kiolvasztás eredményeként a viasz és a propolisz összeolvad, a többi nagy része különválik. Viasztartalma függ attól, hogy milyen vastag műlépre épült, és hogy hány nemzedék fejlődött ki benne. Erről valamennyire lehet tájékozódni a lép színe alapján:
- Zsemlesárga lép: 3-4 nemzedék, 80-82% viasz, elsőrendű
- Világosbarna lép: 4-7 nemzedék, 70-80% viasz, elsőrendű
- Barna lép: 6-10 nemzedék, 57-67% viasz, másodrendű
- Fekete lép: 9-12 nemzedék, 48-50% viasz, harmadrendű, nem szabvány

Ha a viasztartalom legalább 70%, akkor a sonkoly elsőrendű. Másodrendű, ha ezt nem éri el, de legalább 50%-os a viasztartalma. Ha még ennél is kevesebb, de legalább 40%, akkor harmadrendű.
A viasz csak kevesebb, mint 3%-os propolisztartalom esetén marad műlépkészítésre alkalmas, emiatt külön kell olvasztani a lekapart propoliszos viaszt. További hatása az olvadáspont csökkentése, a viasz színezése, és a savszám növelése.
A kiolvadt viasz mennyisége szempontjából döntő a sonkoly, az olvasztó és annak kezelése. Az új lép és a fedelezés adja a legtöbb viaszt, de az új lépet a méhek még sokáig használhatják, bár jobb szeretik a régit. Minél öregebb a lép, annál több viaszt tartalmaz, de annál kevesebb és annál nehezebben olvad ki belőle, mert a bábingekbe szívódik, vagy közöttük marad. Tervszerű építtetéssel a hároméves lépeket cserélni kell.

## A viasz színe
Színe alapján a viasz elsőrendű, ha legfeljebb világosbarna és egyenletes színű, különben másodrendű. A fehérített viasz fehér vagy halványsárga, és egyenletes színű. A méhészeti célra forgalomba hozott viasz nem kaphat hátrányos tulajdonságokat (ízt, szagot) a csomagolóanyagától.
A régi sonkolyban levő bábingek és ürülék sötétre színezi a viaszt. Ez vízben áztatással elkerülhető. A legszebb viaszt napolvasztó adja, vagy az olvasztás elején nyert viasz lesz a legszebb. Ha a víz kalciumban vagy vasban gazdag, akkor a viasz elszürkül. A szódás lágyítástól a viasz elszappanosodik. Ha a víz kemény, akkor hólével vagy esővízzel kell viaszt főzni.
Más fémektől is csúnya lesz a viasz. Vastól és vasoxidtól barna, szürke, sárgásfekete, réztől zöldes, bronztól sárgásbarna. Cinktől egy kicsit megsötétedik. Az ón, az alumínium és a rozsdamentes acél viszont nem színezi a viaszt. A horganyréteg viaszfőzés közben tönkremegy, és út nyílik a vasnak a viasz színezéséhez. A fémek hatását erősíti a nagy meleg, a hosszas főzés és a propolisz. Viszont méhegészségügyi okokból a viaszt legalább egy órán át 112 Celsius-fokon kell főzni.
A virágpor a viaszt is festi, de tőle inkább szebb lesz a viasz. Túl sok virágportól azonban morzsalékonnyá válik.

## A viaszban maradt víz
A viaszban rendszerint marad egy kevés, 0,1-2,5%-nyi víz, ami csak akkor vehető észre, ha a hevített viasz gőzölög. Sok víztől a viasz szivacsos lesz. A szódás víz elszappanosítja a viasz egy részét, akkor a viasz szintén szivacsossá válik.

## A viaszolvasztó működési elve
Az elsőrendű sonkolyt bármely viaszolvasztó kiolvasztja. A viaszolvasztó jóságát a másod- és a harmadrendű sonkoly olvasztása dönti el. A viasz nagy része könnyen kiolvad; a nehézséget a bábingek között maradt viasz jelenti. Ezt a következő módszerekkel lehet kinyerni:
- Súlya miatt kiszivárog
- Kiázik
- Nyomás hatására kipréselődik

Sajtolás nélkül a viasz 25-50%-a a törkölyben marad. Jobb sajtós viaszolvasztóval a viasz 1-10%-a marad a törkölyben. Itt figyelni kell a minőségre: a rosszabbak nem tudják kihasználni a sajtolás adta előnyt, és több, mint 25% viaszt hagynak vissza. Az eredményről nehéz meggyőződni különböző házi módszerekkel, amelyek nem tudják bizonyítani, hogy már kevés a visszamaradt viasz. Csak a különféle viaszolvasztók összehasonlítása képes eldönteni, hogy jó-e az olvasztó, ha ugyanazt a törkölyt olvasztják át velük. 

## Napviaszolvasztó
A napviaszolvasztó a Nap melegével működik. Ez egy alacsony láda üveg tetővel. A ládát ferdén támasztják fel, benne a sonkollyal. A láda készülhet fából, fémből, palából, vagy rostaszövetből. Itt a fémek kevésbé károsak, mivel a Nap csak mérsékelten melegíti fel az olvasztót. A viasz vagy a rostaszöveten át csepeg, vagy lefolyik a lap alján levő vízzel töltött vályúcskába. Csak elsőrendű sonkolyt olvaszt jól, a bábingesben a viasz 2/3 részét benne hagyja, amit érdemes más olvasztókkal átolvasztani. Előnye, hogy nem kell tüzelni, és kisebb darabok is kiolvaszthatók, viasza pedig szép.
Akkor működik a legjobban, ha:
- az üveglap helyén két üveglap van, 1 cm-es hézaggal
- a bádoglemez hullámos; a sonkoly a gerinceken fekszik, a viaszt pedig a völgyek csatornákként vezetik le
- bádog helyett deszka van benne, és bélelt: jobban tartja a hőt
- zárt, különben a méhek odagyűlnének a viaszra
- a napsütés felé fordítható

Mindezek a módszerek akár 16-21 Celsius-fokos különbséget is jelentenek.
Elsősorban fedelezés, zugépítmény, törmelék kiolvasztására való. Ha mégis sok bábinges lépet kell olvasztani, akkor azt úgy kell betenni, hogy a lépek jobbra és balra nézzenek, így könnyebben kifolyik a viasz. Nem szabad teletömni. Néha a Nap felé kell forgatni. Még melegen kell kivenni a törkölyt és a viaszt, és külön-külön össze kell gyúrni. 

## Tüzeléses viaszolvasztók

### Működésük és használatuk
A tüzeléses, ritkán villanyfűtéses viaszolvasztók felhevítik a törkölyt, és így választják külön a viaszt. A viasz 63 Celsius-fok körül olvad, 225 fok körül forrni kezd, és 295 fokon meggyullad. Hevítés közben könnyen kiszalad, és a vízzel kevert viasz messzire fröcskölhet. A kifutott viasz meggyullad, ekkor homokkal kell oltani. Méhegészségügyi okokból 112 Celsius-fokra kell felhevíteni, de akár 130 Celsius-fokra is hevíthető, ekkor azonban a salak megpörkölődhet, és csúfíthatja a viaszt, ezért a viaszt vízfürdőben szokták olvasztani.
Az olvasztás folyamata:
- A sonkoly osztályozása
- Áztatás
- Olvasztás és sajtolás
- A viasz ülepítése, a törköly leszedése a pogácsáról
- A viaszpogácsák összeolvasztása, a törköly összeszedése

Biztosítani kell, hogy méhek ne jussanak be, és a padlót fel kell locsolni, vagy nedves rongyokkal, újságpapírral védeni a lecsöpögő viasztól. Sok méhész inkább télen főz viaszt.
A viaszfőző üstöt nem szabad teletömni, és csak háromnegyed részéig érhet a víz és a sonkoly együtt, aminek a fele lehet sonkoly. Gondoskodni kell hideg vízről, hogy ha a keverék kifutna, akkor ezt hozzáöntve megakadályozhassák a viasz kifutását. A sajtót is hevíteni kell, és gondoskodni kell arról, hogy a sonkoly ne hűljön ki. A helyiséget fel kell fűteni. A kendő vagy a zsák ráncai akadályozzák a sajtolást. A nyomást fokozatosan kell növelni; eleinte elég lassan, és csak később gyorsabban. Mindent vízbe kell áztatni, ami a viasszal érintkezik, hogy a viasz ne tapadjon hozzá. A zsákot vagy kendőt is át kell nedvesíteni. A törkölyt célszerű többször is átfőzni és sajtolni. A vizet célszerű külön üstben melegíteni.

### Típusaik
A száraz olvasztóban a sonkolyt szitára, rostalemezre vagy lyukacsos lemezre rakják, és kevés víz fölött sütőben vagy kemencében hevítik. A viasz nagy részét a törkölyben hagyja.
A gőzös olvasztó a viaszt gőzzel olvasztja meg. Sajtó nélküli változata a száraz olvasztóhoz hasonlóan működik. Az alsó tartályban forralják a vizet, aminek gőze feljut a felső tartályba a sonkolyhoz. Az olvadt viasz a kifolyócsövön át távozik. Könnyen kezelhető, tűzhelyen hevíthető, ám nem sokkal gazdaságosabb, mint a száraz olvasztó.
A gőzös olvasztó sajtós változatában a viasz nem hűl ki sajtolás közben. A jobb készülékek drágák, de gazdaságosak.
A vizes olvasztóban a viasz fajsúlya miatt vagy a nyomás hatására különül el.
Sajtó nélküli változatában a sonkolyt vízzel teli fazékban főzik, és a viaszt lekanalazzák a víz felszínéről. A törkölyt az üst fenekén tartják rostaszövetlappal, vagy átlyuggatott tölcsérrel, vagy lazán szőtt zsákban, nehezékkel tartják lent, és a zsákot időnként megnyomogatják. A mosóüst zománcának hibátlannak kell lennie. Nem hatékony, de a méhész rászorulhat, különösen, ha még kezdő.
A sajtós változatok lehetnek olvasztósajtósok, és különsajtósok. A különbséget az jelenti, hogy a sajtolást ugyanabban az edényben végzik-e, mint amiben a viaszt olvasztják. A különsajtósok teljesítménye jobb lehet, ha kihasználják, hogy amíg az egyik adagot sajtolják, addig a másik adag főhet.
Az olvasztósajtósok közül kedvel a Bacskay-féle. Erős fazékba átlyuggatott belső tartályt illesztenek. A fazékon átvezetett pánt tartja a sajtó szorítócsavarját. A sonkolyt a belső tartályba teszik, és a külső fazékba vizet öntenek. A kiszabadult viasz feljön a felszínre, ahonnan lekanalazható.
A különsajtós viaszfőzőknek sok különféle változata létezik, de három csoportjuk különíthető el:
- azonnali lefolyású sajtók
- forró víz fölött sajtolók
- forró vízben sajtolók

Az azonnali lefolyású tartálya kád, vagy erős láda. Hogy helye legyen a viasznak, az alja és falai nem simák, hanem aljára farácsot tesznek, oldala pedig barázdás. Alul elzárható lefolyó található. Az edénynél valamivel szűkebb nyomófa lécrács, vagy barázdás deszka. A sajtó csavarral működik. A sonkolyt erős zsákban vagy kendőben a kádba teszik, és a meleg vizes áztatás után behelyezik a tartályba a forró vízbe. Itt ráhelyezik a nyomófát, és ha már csak lassan jön a viasz, akkor húznak egyet rajta. Csinálják zsák nélkül, szalma közé rétegzett felhevített sonkollyal is, de ekkor a forró víz nem tudja hatékonyan melegíteni a sonkolyt.
A forró víz fölötti sajtó berendezése a fentihez hasonló, de mindez egy nagyobb tartály felső részében van, ami alatt bő vizet forralnak. Ebbe ömlik a viasz.
A forró vizes sajtó előnye, hogy benne nem hűl ki a sonkoly.
A dönthető sajtó az előzőekhez hasonló, de nincs rajta lefolyó, vagy bedugható. A jutakendőben levő sonkolyra annyi forró vizet öntenek, hogy sajtolás közben is víz alatt maradjon. Néha feljebb húzzák a csavart, hogy a víz újra a sonkoly fölé folyhasson. A viasz feljön a víz felszínére, ahol lekanalazható. A végén megdöntik a kádat, és kiöntik a viaszos vizet, mielőtt beteszik a következő adagot.
Egy másik változatban a tésztaszűrőszerű belső egy üstbe merül, de úgy, hogy nem ér le az aljáig. Ebbe teszik a sonkolyt zsákban, a vizet pedig forralják alatta. A viaszt lekanalazzák, vagy csapon engedik le.
A viaszpörgető a pergetőkhöz hasonlóan a centrifugális erő elvén működik. Drága, és kevéssé hatékony.

## Előkészítés
Általában a sonkolyt színe szerint osztályozzák elsőrendű, másodrendű, harmadrendű és erősen propoliszos csoportokra. Néha elsőrendű sonkolyt adnak harmadrendűhöz a szín javítására. A sonkolyt feltördelik, és kihúzogatják belőle a drótokat. Lágy vízben vagy ecettel enyhén savanyított vízben áztatják a sonkolyt, ha az nem elsőrendű. Az áztatás napokig tart, közben a vizet többször is ki kell cserélni, ha megbarnult. A gombócba gyűrt törmeléket is szét kell darabolni. Ha a drótot meg akarják menteni, akkor a lépes keretet forró vízbe mártják, így a drótról lejön a sonkoly. Ezután a keretet és a drótozását tisztítani kell, és a drótot újra kell feszíteni. 

## Ülepítés
A viaszt vödörben vagy más magas, felfelé táguló edényben lehet ülepíteni. Anyagáról lásd a fent írtakat. Az edényben vizet melegítenek, és az alján néhány ujjnyi vizet hagynak. Ide öntik a viaszt. Habját a szélére fújják, majd meleg helyen hosszasan letakarva és mozgatás nélkül hagyják. Biztosítani kell az egyenletes és lassú lehűlést. Miután a viasz megszilárdult, az edény kiborítható. Ha minden rendben volt, akkor a salak a viaszpogácsa alján gyűlt össze, ahonnan lekaparható. A salak alsó, morzsalékos része már nem tartalmaz kiolvasztható viaszt, de ami feljebb van, azt érdemes a törkölyhöz tenni és újrafőzni.

## A felszerelés tisztítása
Az eszközöket újságpapírral, forró vízzel és meleg fűrészporral. A zsákot még melegen éles fadarabbal jó lekaparni. Ha szódát vagy lúgot adnak hozzá, akkor a viasz egy része szappanná válik, így könnyebb kimosni.

## A maradék felhasználása
A viaszolvasztók rendszerint nem olvasztják ki a teljes viaszt; annak jelentős része a törkölyben marad, ezért érdemes a törkölyt még többször átfőzni. A végén a maradék viasz benzinnel kivonható.
A törköly és a viasz főzővize értékes trágya. Tartalmaz 1-6% nitrogént, és káliumot, vasat, kovát, mangánt, foszfort és alumíniumot. Ezek a főzővízben is jelen vannak. Ha a sonkolyt előzőleg beáztatták, akkor trágyázóértéke a hétszeresére nő. 

## A viasz színének javítása
A viasz színén a főzés után valamennyire javítani lehet savazással vagy fehérítéssel. Ezt rendszerint nem a termelő végzi, bár házilag is megoldható. A nagy műlépgyárak más módszerekkel javítják a viasz színét.
Savazáshoz faedényt használnak. Vizet forralnak, és enyhén savassá teszik, majd kétszeres mennyiségű viaszt adnak hozzá. A keveréket a viasz felolvadásától számított 10 percig kevergetik. Ezután lassan lehűtik, lekaparják a salakot, majd a viaszt most már tiszta vízben újra átfőzik, hogy a savszám ne nőjön túl nagyra, ami hamisításra gyanússá tenné a viaszt. Tíz liter vízhez 10 gramm tömény kénsav, vagy ugyanennyi ecetsav alkalmas.
A fehérítés házilag a napon a legegyszerűbb. A viaszt vékony lapok vagy forgácsok formájában helyezik ki. Néha locsolgatni kell, hogy meg ne olvadjon. Fehérítés hatására a viasz súlya csökken, és lágyulási hőmérséklete is magasabbá válik. Azonban nem viasz fehéríthető; például a narancsvörös viasz nem világosodik ki, mert színét a propolisz adja. A nyugat-afrikai viasz nehezen fehéredik, az abesszíniai könnyen. Gyárilag különféle vegyszereket is használnak, de csak olyat használhatnak, ami utólag el is távolítható. A kozmetikai ipar csak fehéríthető viaszt használhat.

## Egyéb körülmények
A viaszfőzés sok méhész számára terhes, nyűgös feladat, és a forróság miatt kellemetlen is. Kelletlenül főznek viaszt, és az nem is lesz szép. A jó felszerelés drága, és csak ritkán érdemes használni, ha elég sonkoly összegyűlt. Ha nincs külön viaszfőző helyiség, akkor gyakran családi vitát generál. A felgyűlt sonkoly műlépgyárnak, viaszkereskedésnek eladható. A gyár olyan technológiával dolgozik, amely korszerű, és hatékonyabb, ezért sokszor egyszerűbb leadni a sonkolyt, mint otthon kiolvasztani. A kereskedő, gyár kevesebb viaszból készített műlépet, vagy kevesebb értékű pénzt ad vissza, mint amennyi a leadott viaszból kinyerhető.